# George Herbert (2e comte de Powis)
Pour les articles homonymes, voir George Herbert et Herbert.
George Edward Henry Arthur Herbert, 2e comte de Powis (7 juillet 1755 - 16 janvier 1801), titré vicomte Ludlow jusqu'en 1772, est un pair anglo-gallois.

## Biographie
Il est né à Finchley, dans le Middlesex fils de Henry Herbert (1er comte de Powis), de Barbara Herbert, fille de Lord Edward Herbert. Il fait ses études au Collège d'Eton.
En 1772, il succède à son père et est nommé enregistreur de Ludlow et Lord Lieutenant du Montgomeryshire en 1776. Il est nommé colonel de la milice du Montgomeryshire en 1778. En 1798, il est également fait Lord Lieutenant du Shropshire et colonel de la milice du Shropshire à la place de celle du Montgomeryshire. Il conserve les deux Lord-Lieutenances jusqu'à sa mort en 1801.
Lord Powis fait un Grand Tour en Italie en 1775-1776, où il acquiert probablement une collection de sculptures en marbre conservées à son siège familial, le château de Powis. Il ajoute une salle de bal mais ne fait pas grand-chose pour entretenir la maison. John Byng, visiteur de 1784, attribue son état négligé à son temps passé "dans les prodigalités de Londres et dans la conduite de grands phaétons sur St James's Street". Lors d'une visite ultérieure (1793), il écrit : "Le présent (le grand descendant) est un méchant homme, la bulle de sa maîtresse (et de son intendant par conséquent) qui vient rarement ici pour se faufiler environ un jour ou deux".
Lord Powis meurt à l'âge de 45 ans à l'hôtel York House, à Albemarle Street, à Londres en janvier 1801, et est enterré à l'église St Mary, à Welshpool. Il n'est pas marié et les titres se sont éteints avec lui. Sa sœur et héritière, Henrietta, épouse Edward Clive (1er comte de Powis), qui est créé comte de Powis en 1804.